# 1. ŽNL Dubrovačko-neretvanska 2008./09.
1. ŽNL Dubrovačko-neretvanska u sezoni 2009./10. predstavlja ligu petog ranga hrvatskog nogometnog prvenstva. Prvak ovog natjecanja bio je Dubrovnik 1919. Svi sudionici ovog natjecanja iduću sezonu su igrali 4. HNL – Jug DN, četvrti rang natjecanja.

## Sustav natjecanja
U ligi sudjeluje deset klubova, a održava se u periodu jesenske i proljetne polusezone dvokružnim sistemom. Svi klubovi međusobno igraju jedni protiv drugih jednom kao gosti i jednom kao domaćini. Deset klubova je igralo dvokružnim liga-sustavom (18. kolo).

## Sudionici
- Croatia – Gabrili
- Dubrovnik 1919 – Dubrovnik
- Hajduk – Vela Luka
- Jadran 1929 – Smokvica
- Maestral – Krvavac
- Metković – Metković
- Orebić – Orebić
- Sokol – Dubravka
- Zmaj – Blato
- Župa dubrovačka – Čibača

## Ljestvica
Napomena: Tablica je netočna (gol-razlika 293:292).
| Poz. | Momčad               | U  | P  | N | I  | G+ | G– | G+/– | Bod. | Nastavak natjecanja ili ispadanje |
| ---- | -------------------- | -- | -- | - | -- | -- | -- | ---- | ---- | --------------------------------- |
| 1.   | Dubrovnik 1919 (P)   | 18 | 12 | 2 | 4  | 40 | 19 | +21  | 38   | 4. HNL – Jug – DN                 |
| 2.   | Zmaj Blato           | 18 | 11 | 2 | 5  | 35 | 19 | +16  | 35   | 4. HNL – Jug – DN                 |
| 3.   | Maestral             | 18 | 11 | 2 | 5  | 42 | 27 | +15  | 35   | 4. HNL – Jug – DN                 |
| 4.   | Župa dubrovačka      | 18 | 9  | 3 | 6  | 37 | 22 | +15  | 30   | 4. HNL – Jug – DN                 |
| 5.   | Croatia Gabrili      | 18 | 7  | 7 | 4  | 26 | 16 | +10  | 28   | 4. HNL – Jug – DN                 |
| 6.   | Sokol (R)            | 18 | 7  | 4 | 7  | 27 | 28 | −1   | 25   | Ugašen nakon natjecanja           |
| 7.   | Orebić               | 18 | 6  | 1 | 11 | 27 | 42 | −15  | 19   | 4. HNL – Jug – DN                 |
| 8.   | Metković             | 18 | 5  | 2 | 11 | 24 | 34 | −10  | 17   | 4. HNL – Jug – DN                 |
| 9.   | Jadran 1929 Smokvica | 18 | 4  | 3 | 11 | 16 | 44 | −28  | 15   | 4. HNL – Jug – DN                 |
| 10.  | Hajduk Vela Luka     | 18 | 4  | 2 | 12 | 19 | 41 | −22  | 14   | 4. HNL – Jug – DN                 |

## Unutarnje poveznice
- 4. HNL – Jug A 2008./09.
- 1. ŽNL Dubrovačko-neretvanska
- 2. ŽNL Dubrovačko-neretvanska 2008./09.
- ŽNL Zadarska 2008./09.
- ŽNL Šibensko-kninska 2008./09.
- 1. ŽNL Splitsko-dalmatinska 2008./09.

## Vanjske poveznice
- Facebook stranica ŽNS Dubrovačko-neretvanski
- Županijski nogometni savez Dubrovačko-neretvanske županije